# Patrick Suffo
Patrick Suffo-Kengné (Ebolowa, 1978. január 17. –) kameruni válogatott labdarúgó.

## Sikerei, díjai

### Klub
- Nantes
  - Francia kupa: 1999
  - Francia szuperkupa: 1999

### Válogatott
- Kamerun
  - Olimpia: 2000
  - Afrikai nemzetek kupája: 2002